# Anato

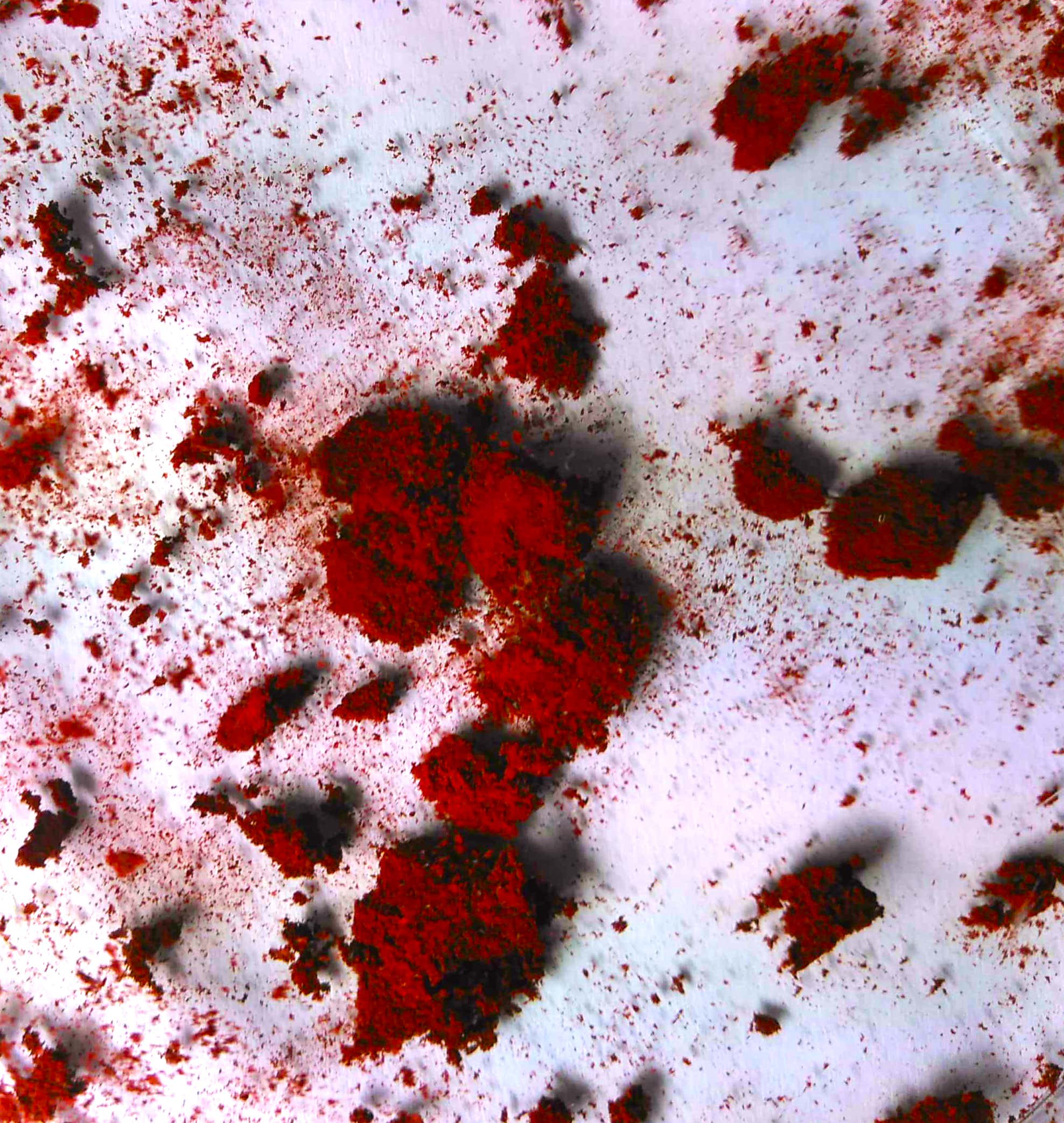
Anato

O anato, anoto, arnoto, ou colorau é a substância vermelha extraída do arilo da semente tintorial do urucuzeiro. Rico em carotenoide e com a coloração avermelhada, é empregado na indústria alimentícia, na fabricação de corantes, na indústria de cosméticos, na fabricação de produtos para a pele e também usada em artefatos e cerâmica indígena.
No Brasil, é também conhecido por colorau (em alguns locais, como no Nordeste, é chamado também de colorífico). Na culinária brasileira, é usado como condimento ou corante de alimentos. Na indústria de laticínios, é usado para corar queijos e manteiga.